# 204710 Gaoxing
204710 Gaoxing è un asteroide della fascia principale. Scoperto nel 2006, presenta un'orbita caratterizzata da un semiasse maggiore pari a 2,2372792 au e da un'eccentricità di 0,1090450, inclinata di 2,59657° rispetto all'eclittica.
L'asteroide è dedicato all'astronomo amatoriale cinese Gao Xing.